# Mina las Marias
Mina las Marias este o arie protejată (arie specială de conservare — SAC, sit de importanță comunitară — SCI) din Spania întinsă pe o suprafață de 3,12 ha, integral pe uscat.

## Localizare
Centrul sitului Mina las Marias este situat la coordonatele 38°29′39″N 7°11′49″W / 38.494167°N 7.196944°V.

## Înființare
Situl Mina las Marias a fost declarat sit de importanță comunitară în februarie 2004 pentru a proteja 3 specii de animale. Situl a fost protejat și ca arie specială de conservare în mai 2015.

## Biodiversitate
Situată în ecoregiunea mediteraneană, aria protejată conține 2 habitate naturale: Peșteri inaccesibile publicului, Dehesas cu Quercus spp. perene.
La baza desemnării sitului se află mai multe specii protejate de  mamifere (3): liliac comun (Myotis myotis), liliacul mic cu potcoavă (Rhinolophus hipposideros), liliacul cu potcoavă a lui méhely (Rhinolophus mehelyi).